# Snowy Shaw
Snowy Shaw (25 de julio de 1968) es un músico sueco de heavy metal, radicado en la ciudad de Gotenburgo.

## Carrera
Ha tocado en muchas bandas reconocidas, como King Diamond, Dream Evil, Mercyful Fate, IllWill, Notre Dame y Memento Mori.
En octubre de 2006 Snowy se unió a la banda de metal sinfónico Therion, aportando su voz en el álbum Gothic Kabbalah y participando en la respectiva gira de 2007 compartiendo labores de cantante con Mats Levén. El 24 de agosto de 2010 fue anunciado como el nuevo bajista de la agrupación Dimmu Borgir, sin embargo su estadía en dicha banda duró apenas un día.
Snowy también se desempeña como fotógrafo y diseñador para bandas y artistas, y ha realizado trabajos a agrupaciones como Falconer, Easy Action, Engel, Loud 'N' Nasty, Passenger, Therion, The Crown, Hellfueled, Nightrage, Wolf, Dream Evil, Amon Amarth, Aggressive Chill, Medusa, K2, XXX, Hardcore Superstar. En el 2012 y 2013 Snowy Shaw realizó una gira con Sabaton, reemplazando al baterista Robban Bäck.

## Discografía

### ConKing Diamond
1. The Eye (1990)

### ConMercyful Fate
1. In the Shadows (1993)
2. Time (1994)

### ConMemento Mori
1. Rhymes of Lunacy (1993)
2. Life, Death, and Other Morbid Tales (1994)

### ConNotre Dame
1. Coming Soon to a Théatre Near you!!! (1998)
2. Le Théâtre du Vampire (1999)
3. Nightmare Before Christmas (1999)
4. Abattoir, Abattoir du Noir (2000)
5. Coming Soon To A Theatre Near You, The 2nd (2002)
6. Demi Monde Bizarros (2004)
7. Creepshow Freakshow Peepshow (2005)

### ConDream Evil
1. Dragonslayer (2002)
2. Evilized (2003)
3. Children of the Night (EP, 2003)
4. The First Chapter (EP, 2004)
5. The Book of Heavy Metal (2004)

### ConLoud 'N' Nasty
1. No One Rocks Like You (2007)

### ConTherion
1. Gothic Kabbalah (2007)
2. Live Gothic (2008)
3. Sitra Ahra (2010)
4. Les Fleurs du Mal (2012)

### ConDimmu Borgir
1. Abrahadabra (2010)

### ConDark Embrace
1. The Call of the Wolves (2017)